# Okręgi wyborcze do Senatu Rzeczypospolitej Polskiej
Okręgi wyborcze do Senatu Rzeczypospolitej Polskiej – okręgi wyborcze utworzone na terytorium Polski w celu przeprowadzania wyborów powszechnych do Senatu Rzeczypospolitej Polskiej (izby wyższej parlamentu). Od 2011 liczbę i kształt okręgów reguluje Ustawa z dnia 5 stycznia 2011 r. – Kodeks wyborczy. Wszystkie okręgi wyborcze są jednomandatowe, zatem w 100 okręgach wyborczych wybiera się łącznie 100 senatorów. Nad prawidłowym przeprowadzaniem wyborów czuwają okręgowe komisje wyborcze odpowiednie dla właściwych terytorialnie okręgów wyborczych do Sejmu Rzeczypospolitej Polskiej (izby niższej parlamentu).

## Zasady tworzenia okręgów
Okręgi wyborcze do Senatu Rzeczypospolitej Polskiej obejmują obszar całości lub części województwa, przy czym ich granice nie mogą naruszać granic okręgów wyborczych do Sejmu, zaś miasta liczące powyżej 500 000 mieszkańców mogą być dzielone na kilka okręgów. Ustaleniu podziału terytorium kraju na okręgi wyborcze i liczby wybieranych w nich senatorów służy norma przedstawicielstwa – iloraz liczby ludności Polski przez 100 (na podstawie danych Państwowej Komisji Wyborczej z 4 sierpnia 2011 wynosiła ona 377 813 mieszkańców), przy czym liczba mieszkańców w okręgu nie może być wyższa lub równa dwukrotności normy przedstawicielstwa oraz nie może być niższa niż połowa normy przedstawicielstwa. W województwie wybiera się senatorów w liczbie nie mniejszej niż liczba całkowita będąca ilorazem liczby mieszkańców województwa i normy przedstawicielstwa, a nie większej niż ta liczba całkowita powiększona o jeden.
Na terenie gmin wchodzących w skład poszczególnych okręgów wyborczych tworzone są obwody głosowania. Ponadto tworzone mogą być obwody dla:
- obywateli polskich przebywających poza granicami kraju (siedziby odpowiednich komisji obwodowych określa minister spraw zagranicznych); przynależą one do okręgu wyborczego nr 44 (odpowiedniego dla Warszawy-Śródmieścia);
- wyborców przebywających na polskich statkach morskich, które znajdują się w podróży w okresie obejmującym dzień wyborów, jeżeli przebywa na nich co najmniej 15 wyborców (tworzy je minister infrastruktury); przynależą one do okręgu wyborczego nr 44.

Państwowa Komisja Wyborcza ma prawo przedkładania Sejmowi wniosków dotyczących propozycji zmian w podziale Polski na okręgi wyborcze, jeżeli konieczność taka wynika ze zmian w zasadniczym podziale terytorialnym państwa lub ze zmiany liczby mieszkańców w okręgu wyborczym lub w kraju. Dokonywanie zmian granic powiatów pociągających za sobą zmiany granic okręgów wyborczych jest zakazane w okresie 12 miesięcy poprzedzających upływ kadencji Sejmu i Senatu oraz po skróceniu kadencji Sejmu i Senatu. Zmian w podziale na okręgi wyborcze można dokonać nie później niż na 3 miesiące przed dniem upływu terminu zarządzenia wyborów do Sejmu i Senatu.

## Ustalenie wyniku wyborów w okręgach
Mandat senatorski w danym okręgu otrzymuje kandydat, który otrzymał największą liczbę głosów ważnych (większość względna), przy czym każdy komitet może wystawić wyłącznie jednego kandydata. Jeżeli dwóch lub więcej kandydatów otrzymało równą liczbę głosów, o pierwszeństwie rozstrzyga większa liczba obwodów głosowania, w których jeden z kandydatów uzyskał więcej głosów, a przy dalszej równości, przeprowadzane jest przez przewodniczącego okręgowej komisji wyborczej losowanie. Jeżeli zostanie zarejestrowany tylko jeden kandydat, uważa się tego kandydata za wybranego, jeżeli w głosowaniu otrzymał więcej niż połowę ważnie oddanych głosów (wybiera się między opcjami „tak” i „nie”).

## Wybory uzupełniające
W razie utraty mandatu przez senatora Prezydent RP zarządza przeprowadzenie wyborów uzupełniających w okręgu, z którego został on wybrany, w ciągu 3 miesięcy od dnia stwierdzenia wygaśnięcia mandatu senatora. Wyborów uzupełniających nie przeprowadza się w okresie 6 miesięcy przed dniem, w którym upływa termin zarządzenia wyborów do Sejmu.
Wygaśnięcie mandatu senatora niezwłocznie stwierdza Marszałek Senatu w formie obwieszczenia w następujących wypadkach:
1. śmierci senatora,
2. utraty prawa wybieralności lub nieposiadania go w dniu wyborów,
3. pozbawienia mandatu prawomocnym orzeczeniem Trybunału Stanu,
4. zrzeczenia się mandatu (w tym przez odmowę złożenia ślubowania),
5. zajmowania w dniu wyborów lub powołania w toku kadencji na stanowisko lub powierzenia funkcji, których nie można łączyć z mandatem senatora,
6. wyboru w toku kadencji na posła do Parlamentu Europejskiego.

## Wykaz okręgów
Według danych Państwowej Komisji Wyborczej z 9 października 2011 najwięcej mieszkańców – 643 133 – zamieszkiwało obszar okręgu wyborczego nr 30 (największe miasto – Oświęcim), a najmniej mieszkańców – 216 436 – zamieszkiwało teren okręgu nr 61 (Bielsk Podlaski).
W poszczególnych województwach wybiera się następującą liczbę senatorów:
- mazowieckie, śląskie – 13;
- wielkopolskie – 9;
- dolnośląskie, małopolskie – 8;
- łódzkie – 7;
- lubelskie, pomorskie – 6;
- kujawsko-pomorskie, podkarpackie – 5;
- warmińsko-mazurskie, zachodniopomorskie – 4;
- lubuskie, opolskie, podlaskie, świętokrzyskie – 3.

- Największe miasto – miasto o największej liczbie ludności w okręgu według danych z 1 stycznia 2019[3];
- 2011 – liczba wyborców w okręgu według danych z 9 października 2011[2];
- 2015 – liczba wyborców w okręgu według danych z 25 października 2015[4];
- 2019 – liczba wyborców w okręgu według danych z 13 października 2019[5].

| Okręgi do Senatu Rzeczypospolitej Polskiej | Okręgi do Senatu Rzeczypospolitej Polskiej | Okręgi do Senatu Rzeczypospolitej Polskiej | Okręgi do Senatu Rzeczypospolitej Polskiej                                                              | Okręgi do Senatu Rzeczypospolitej Polskiej | Okręgi do Senatu Rzeczypospolitej Polskiej | Okręgi do Senatu Rzeczypospolitej Polskiej | Okręgi do Senatu Rzeczypospolitej Polskiej |
| Nr                                         | Największe miasto                          | Siedziba OKW                               | Powiaty i miasta na prawach powiatu                                                                     | Liczba wyborców                            | Liczba wyborców                            | Liczba wyborców                            | Liczba wyborców                            |
| Nr                                         | Największe miasto                          | Siedziba OKW                               | Powiaty i miasta na prawach powiatu                                                                     | 2011                                       | 2015                                       | 2019                                       | 2023                                       |
| ------------------------------------------ | ------------------------------------------ | ------------------------------------------ | --- | ------------------------------------------ | ------------------------------------------ | ------------------------------------------ | ------------------------------------------ |
| 1                                          | Bolesławiec                                | Legnica                                    | bolesławiecki, lubański, lwówecki, zgorzelecki                                                          | 232 701                                    | 228 441                                    | 219 010                                    | 208 227                                    |
| 2                                          | Jelenia Góra                               | Legnica                                    | jaworski, kamiennogórski, karkonoski, złotoryjski; Jelenia Góra                                         | 238 761                                    | 232 902                                    | 219 472                                    | 209 160                                    |
| 3                                          | Legnica                                    | Legnica                                    | głogowski, legnicki, lubiński, polkowicki; Legnica                                                      | 330 527                                    | 326 073                                    | 313 689                                    | 299 013                                    |
| 4                                          | Wałbrzych                                  | Wałbrzych                                  | świdnicki, wałbrzyski; Wałbrzych (od 2013)                                                              | 276 552                                    | 266 557                                    | 250 787                                    | 233 820                                    |
| 5                                          | Dzierżoniów                                | Wałbrzych                                  | dzierżoniowski, kłodzki, ząbkowicki                                                                     | 280 739                                    | 272 988                                    | 258 392                                    | 243 037                                    |
| 6                                          | Oleśnica                                   | Wrocław                                    | górowski, milicki, oleśnicki, oławski, strzeliński, średzki, trzebnicki, wołowski, wrocławski           | 475 471                                    | 487 171                                    | 491 960                                    | 497 725                                    |
| 7                                          | Wrocław                                    | Wrocław                                    | część Wrocławia                                                                                         | 234 415                                    | 235 098                                    | 232 164                                    | 232 906                                    |
| 8                                          | Wrocław                                    | Wrocław                                    | część Wrocławia                                                                                         | 263 255                                    | 265 792                                    | 269 620                                    | 275 652                                    |
| 9                                          | Bydgoszcz                                  | Bydgoszcz                                  | bydgoski, świecki, tucholski; Bydgoszcz                                                                 | 484 224                                    | 478 748                                    | 462 305                                    | 447 269                                    |
| 10                                         | Inowrocław                                 | Bydgoszcz                                  | inowrocławski, mogileński, nakielski, sępoleński, żniński                                               | 328 355                                    | 325 329                                    | 314 632                                    | 298 288                                    |
| 11                                         | Toruń                                      | Toruń                                      | chełmiński, toruński; Toruń                                                                             | 275 037                                    | 274 260                                    | 268 938                                    | 265 993                                    |
| 12                                         | Grudziądz                                  | Toruń                                      | brodnicki, golubsko-dobrzyński, grudziądzki, rypiński, wąbrzeski; Grudziądz                             | 268 594                                    | 264 632                                    | 255 667                                    | 243 614                                    |
| 13                                         | Włocławek                                  | Toruń                                      | aleksandrowski, lipnowski, radziejowski, włocławski; Włocławek                                          | 297 536                                    | 293 610                                    | 282 225                                    | 269 829                                    |
| 14                                         | Puławy                                     | Lublin                                     | lubartowski, łukowski, opolski, puławski, rycki                                                         | 354 078                                    | 348 875                                    | 339 009                                    | 320 897                                    |
| 15                                         | Świdnik                                    | Lublin                                     | janowski, kraśnicki, lubelski, łęczyński, świdnicki                                                     | 339 028                                    | 340 332                                    | 335 720                                    | 325 101                                    |
| 16                                         | Lublin                                     | Lublin                                     | Lublin                                                                                                  | 276 983                                    | 266 970                                    | 260 113                                    | 257 526                                    |
| 17                                         | Biała Podlaska                             | Chełm                                      | bialski, parczewski, radzyński; Biała Podlaska                                                          | 216 354                                    | 214 442                                    | 207 856                                    | 196 250                                    |
| 18                                         | Chełm                                      | Chełm                                      | chełmski, krasnostawski, włodawski; Chełm                                                               | 209 847                                    | 205 752                                    | 196 953                                    | 182 417                                    |
| 19                                         | Zamość                                     | Chełm                                      | biłgorajski, hrubieszowski, tomaszowski, zamojski; Zamość                                               | 356 484                                    | 351 454                                    | 339 507                                    | 314 444                                    |
| 20                                         | Zielona Góra                               | Zielona Góra                               | krośnieński, świebodziński, zielonogórski; Zielona Góra                                                 | 256 647                                    | 255 349                                    | 248 694                                    | 242 707                                    |
| 21                                         | Gorzów Wielkopolski                        | Zielona Góra                               | gorzowski, międzyrzecki, słubicki, strzelecko-drezdenecki, sulęciński; Gorzów Wielkopolski              | 306 166                                    | 303 850                                    | 293 431                                    | 281 461                                    |
| 22                                         | Nowa Sól                                   | Zielona Góra                               | nowosolski, wschowski, żagański, żarski                                                                 | 245 201                                    | 241 500                                    | 232 447                                    | 217 749                                    |
| 23                                         | Łódź                                       | Łódź                                       | część Łodzi                                                                                             | 338 848                                    | 320 583                                    | 298 940                                    | 282 036                                    |
| 24                                         | Łódź                                       | Łódź                                       | brzeziński, łódzki wschodni; część Łodzi                                                                | 328 279                                    | 321 620                                    | 309 844                                    | 299 531                                    |
| 25                                         | Kutno                                      | Sieradz                                    | kutnowski, łęczycki, łowicki, poddębicki                                                                | 229 522                                    | 225 285                                    | 216 712                                    | 204 319                                    |
| 26                                         | Pabianice                                  | Sieradz                                    | łaski, pabianicki, zgierski                                                                             | 271 729                                    | 270 630                                    | 265 333                                    | 258 302                                    |
| 27                                         | Sieradz                                    | Sieradz                                    | pajęczański, sieradzki, wieluński, wieruszowski, zduńskowolski                                          | 292 883                                    | 290 634                                    | 282 540                                    | 269 254                                    |
| 28                                         | Piotrków Trybunalski                       | Piotrków Trybunalski                       | bełchatowski, piotrkowski, radomszczański; Piotrków Trybunalski                                         | 321 820                                    | 318 995                                    | 308 435                                    | 293 861                                    |
| 29                                         | Tomaszów Mazowiecki                        | Piotrków Trybunalski                       | opoczyński, rawski, skierniewicki, tomaszowski; Skierniewice                                            | 270 764                                    | 267 020                                    | 257 260                                    | 246 208                                    |
| 30                                         | Oświęcim                                   | Kraków (I)                                 | chrzanowski, myślenicki, oświęcimski, suski, wadowicki                                                  | 512 929                                    | 514 765                                    | 506 754                                    | 492 566                                    |
| 31                                         | Olkusz                                     | Kraków (II)                                | krakowski, miechowski, olkuski                                                                          | 338 536                                    | 344 543                                    | 344 853                                    | 343 878                                    |
| 32                                         | Kraków                                     | Kraków (II)                                | część Krakowa                                                                                           | 287 308                                    | 288 679                                    | 288 077                                    | 289 658                                    |
| 33                                         | Kraków                                     | Kraków (II)                                | część Krakowa                                                                                           | 296 100                                    | 305 647                                    | 309 980                                    | 324 285                                    |
| 34                                         | Bochnia                                    | Tarnów                                     | bocheński, brzeski, proszowicki, wielicki                                                               | 275 622                                    | 283 973                                    | 287 402                                    | 289 248                                    |
| 35                                         | Tarnów                                     | Tarnów                                     | dąbrowski, tarnowski; Tarnów                                                                            | 293 534                                    | 295 630                                    | 292 008                                    | 279 329                                    |
| 36                                         | Nowy Targ                                  | Nowy Sącz                                  | limanowski, nowotarski, tatrzański                                                                      | 293 838                                    | 299 290                                    | 298 964                                    | 303 068                                    |
| 37                                         | Nowy Sącz                                  | Nowy Sącz                                  | gorlicki, nowosądecki; Nowy Sącz                                                                        | 311 000                                    | 315 005                                    | 312 351                                    | 306 672                                    |
| 38                                         | Płock                                      | Płock                                      | gostyniński, płocki, sierpecki, sochaczewski, żyrardowski; Płock                                        | 395 740                                    | 393 981                                    | 380 938                                    | 370 536                                    |
| 39                                         | Ciechanów                                  | Płock                                      | ciechanowski, mławski, płoński, przasnyski, żuromiński                                                  | 279 022                                    | 277 238                                    | 269 161                                    | 256 808                                    |
| 40                                         | Legionowo                                  | Warszawa (II)                              | legionowski, nowodworski, warszawski zachodni, wołomiński                                               | 396 249                                    | 411 619                                    | 422 780                                    | 445 920                                    |
| 41                                         | Pruszków                                   | Warszawa (II)                              | grodziski, otwocki, piaseczyński, pruszkowski                                                           | 407 796                                    | 421 056                                    | 427 827                                    | 451 037                                    |
| 42                                         | Warszawa                                   | Warszawa (I)                               | część Warszawy                                                                                          | 335 504                                    | 328 804                                    | 324 264                                    | 317 867                                    |
| 43                                         | Warszawa                                   | Warszawa (I)                               | część Warszawy                                                                                          | 363 743                                    | 368 982                                    | 377 593                                    | 369 053                                    |
| 44                                         | Warszawa                                   | Warszawa (I)                               | część Warszawy                                                                                          | 314 832                                    | 320 351                                    | 328 828                                    | 322 983                                    |
| 45                                         | Warszawa                                   | Warszawa (I)                               | część Warszawy                                                                                          | 339 545                                    | 343 701                                    | 345 940                                    | 347 311                                    |
| 46                                         | Ostrołęka                                  | Siedlce                                    | makowski, ostrołęcki, ostrowski, pułtuski, wyszkowski; Ostrołęka                                        | 308 028                                    | 307 970                                    | 302 179                                    | 293 317                                    |
| 47                                         | Mińsk Mazowiecki                           | Siedlce                                    | garwoliński, miński, węgrowski                                                                          | 255 290                                    | 257 634                                    | 255 801                                    | 258 876                                    |
| 48                                         | Siedlce                                    | Siedlce                                    | łosicki, siedlecki, sokołowski; Siedlce                                                                 | 198 717                                    | 197 497                                    | 192 397                                    | 184 145                                    |
| 49                                         | Kozienice                                  | Radom                                      | białobrzeski, grójecki, kozienicki, przysuski                                                           | 194 098                                    | 193 005                                    | 187 871                                    | 185 155                                    |
| 50                                         | Radom                                      | Radom                                      | lipski, radomski, szydłowiecki, zwoleński; Radom                                                        | 387 006                                    | 381 033                                    | 367 440                                    | 349 664                                    |
| 51                                         | Nysa                                       | Opole                                      | brzeski, kluczborski, namysłowski, nyski, prudnicki                                                     | 329 139                                    | 321 964                                    | 308 974                                    | 289 990                                    |
| 52                                         | Opole                                      | Opole                                      | opolski; Opole                                                                                          | 206 669                                    | 202 845                                    | 196 434                                    | 192 118                                    |
| 53                                         | Kędzierzyn-Koźle                           | Opole                                      | głubczycki, kędzierzyńsko-kozielski, krapkowicki, oleski, strzelecki                                    | 291 783                                    | 284 122                                    | 271 637                                    | 255 081                                    |
| 54                                         | Stalowa Wola                               | Rzeszów                                    | leżajski, niżański, stalowowolski, tarnobrzeski; Tarnobrzeg                                             | 280 585                                    | 278 380                                    | 270 766                                    | 254 682                                    |
| 55                                         | Mielec                                     | Rzeszów                                    | dębicki, kolbuszowski, mielecki, ropczycko-sędziszowski, strzyżowski                                    | 370 574                                    | 372 929                                    | 369 470                                    | 355 776                                    |
| 56                                         | Rzeszów                                    | Rzeszów                                    | łańcucki, rzeszowski; Rzeszów                                                                           | 329 944                                    | 337 268                                    | 344 258                                    | 345 163                                    |
| 57                                         | Krosno                                     | Krosno                                     | brzozowski, jasielski, krośnieński; Krosno                                                              | 273 286                                    | 274 172                                    | 269 873                                    | 258 135                                    |
| 58                                         | Przemyśl                                   | Krosno                                     | bieszczadzki, jarosławski, leski, lubaczowski, przemyski, przeworski, sanocki; Przemyśl                 | 437 008                                    | 436 430                                    | 427 417                                    | 404 599                                    |
| 59                                         | Suwałki                                    | Białystok                                  | augustowski, grajewski, kolneński, łomżyński, moniecki, sejneński, suwalski, zambrowski; Łomża, Suwałki | 380 948                                    | 377 604                                    | 366 622                                    | 345 676                                    |
| 60                                         | Białystok                                  | Białystok                                  | białostocki, sokólski; Białystok                                                                        | 401 410                                    | 398 355                                    | 389 557                                    | 383 410                                    |
| 61                                         | Bielsk Podlaski                            | Białystok                                  | bielski, hajnowski, siemiatycki, wysokomazowiecki                                                       | 176 498                                    | 171 751                                    | 162 951                                    | 152 008                                    |
| 62                                         | Słupsk                                     | Słupsk                                     | lęborski, słupski, wejherowski; Słupsk                                                                  | 351 535                                    | 353 374                                    | 347 134                                    | 345 170                                    |
| 63                                         | Chojnice                                   | Słupsk                                     | bytowski, chojnicki, człuchowski, kartuski, kościerski                                                  | 321 042                                    | 328 122                                    | 330 625                                    | 329 249                                    |
| 64                                         | Gdynia                                     | Słupsk                                     | pucki; Gdynia                                                                                           | 256 816                                    | 254 989                                    | 250 616                                    | 251 519                                    |
| 65                                         | Gdańsk                                     | Gdańsk                                     | Gdańsk, Sopot                                                                                           | 392 512                                    | 388 788                                    | 385 271                                    | 397 552                                    |
| 66                                         | Tczew                                      | Gdańsk                                     | gdański, starogardzki, tczewski                                                                         | 259 250                                    | 265 242                                    | 266 291                                    | 266 252                                    |
| 67                                         | Malbork                                    | Gdańsk                                     | kwidzyński, malborski, nowodworski, sztumski                                                            | 178 174                                    | 176 768                                    | 171 439                                    | 163 347                                    |
| 68                                         | Myszków                                    | Częstochowa                                | częstochowski, kłobucki, lubliniecki, myszkowski                                                        | 302 080                                    | 302 447                                    | 296 532                                    | 284 914                                    |
| 69                                         | Częstochowa                                | Częstochowa                                | Częstochowa                                                                                             | 193 215                                    | 184 337                                    | 172 394                                    | 160 015                                    |
| 70                                         | Gliwice                                    | Katowice (I)                               | gliwicki, tarnogórski; Gliwice                                                                          | 354 114                                    | 346 602                                    | 333 776                                    | 322 459                                    |
| 71                                         | Zabrze                                     | Katowice (I)                               | Bytom, Zabrze                                                                                           | 279 997                                    | 265 169                                    | 245 990                                    | 227 650                                    |
| 72                                         | Jastrzębie-Zdrój                           | Bielsko-Biała (II)                         | raciborski, wodzisławski; Jastrzębie-Zdrój, Żory                                                        | 337 333                                    | 329 546                                    | 317 793                                    | 302 823                                    |
| 73                                         | Rybnik                                     | Bielsko-Biała (II)                         | mikołowski, rybnicki; Rybnik                                                                            | 246 977                                    | 244 645                                    | 239 551                                    | 227 650                                    |
| 74                                         | Ruda Śląska                                | Katowice (II)                              | Chorzów, Piekary Śląskie, Ruda Śląska, Siemianowice Śląskie, Świętochłowice                             | 348 054                                    | 333 190                                    | 314 539                                    | 295 278                                    |
| 75                                         | Tychy                                      | Katowice (II)                              | bieruńsko-lędziński; Mysłowice, Tychy                                                                   | 210 220                                    | 205 063                                    | 197 627                                    | 189 531                                    |
| 76                                         | Dąbrowa Górnicza                           | Katowice (III)                             | będziński, zawierciański; Dąbrowa Górnicza                                                              | 330 211                                    | 320 059                                    | 307 438                                    | 291 875                                    |
| 77                                         | Sosnowiec                                  | Katowice (III)                             | Jaworzno, Sosnowiec                                                                                     | 255 427                                    | 244 832                                    | 228 429                                    | 214 244                                    |
| 78                                         | Bielsko-Biała                              | Bielsko-Biała                              | bielski, pszczyński; Bielsko-Biała                                                                      | 349 104                                    | 348 627                                    | 341 367                                    | 334 341                                    |
| 79                                         | Cieszyn                                    | Bielsko-Biała                              | cieszyński, żywiecki                                                                                    | 261 859                                    | 263 721                                    | 259 379                                    | 252 862                                    |
| 80                                         | Katowice                                   | Katowice (II)                              | Katowice                                                                                                | 249 350                                    | 239 517                                    | 226 001                                    | 218 075                                    |
| 81                                         | Końskie                                    | Kielce                                     | buski, jędrzejowski, kazimierski, konecki, pińczowski, staszowski, włoszczowski                         | 367 669                                    | 362 442                                    | 352 152                                    | 333 881                                    |
| 82                                         | Ostrowiec Świętokrzyski                    | Kielce                                     | opatowski, ostrowiecki, sandomierski, skarżyski, starachowicki                                          | 351 152                                    | 342 977                                    | 325 899                                    | 302 955                                    |
| 83                                         | Kielce                                     | Kielce                                     | kielecki; Kielce                                                                                        | 327 127                                    | 325 802                                    | 319 641                                    | 309 217                                    |
| 84                                         | Elbląg                                     | Elbląg                                     | bartoszycki, braniewski, elbląski, lidzbarski; Elbląg                                                   | 264 462                                    | 259 106                                    | 245 879                                    | 229 922                                    |
| 85                                         | Iława                                      | Elbląg                                     | działdowski, iławski, nowomiejski, ostródzki                                                            | 244 436                                    | 243 955                                    | 236 893                                    | 225 319                                    |
| 86                                         | Olsztyn                                    | Olsztyn                                    | nidzicki, olsztyński, szczycieński; Olsztyn                                                             | 313 320                                    | 315 088                                    | 307 933                                    | 301 819                                    |
| 87                                         | Ełk                                        | Olsztyn                                    | ełcki, giżycki, gołdapski, kętrzyński, mrągowski, olecki, piski, węgorzewski                            | 324 510                                    | 321 051                                    | 307 946                                    | 287 505                                    |
| 88                                         | Piła                                       | Piła                                       | chodzieski, czarnkowsko-trzcianecki, pilski, wągrowiecki, złotowski                                     | 324 002                                    | 322 376                                    | 313 994                                    | 300 427                                    |
| 89                                         | Szamotuły                                  | Piła                                       | grodziski, międzychodzki, nowotomyski, obornicki, szamotulski, wolsztyński                              | 285 421                                    | 288 382                                    | 285 295                                    | 280 864                                    |
| 90                                         | Swarzędz                                   | Poznań                                     | poznański                                                                                               | 254 453                                    | 274 637                                    | 294 136                                    | 314 289                                    |
| 91                                         | Poznań                                     | Poznań                                     | Poznań                                                                                                  | 432 413                                    | 418 109                                    | 414 154                                    | 408 994                                    |
| 92                                         | Gniezno                                    | Konin                                      | gnieźnieński, słupecki, średzki, śremski, wrzesiński                                                    | 313 647                                    | 314 460                                    | 310 074                                    | 305 030                                    |
| 93                                         | Konin                                      | Konin                                      | kolski, koniński, turecki; Konin                                                                        | 303 043                                    | 302 764                                    | 295 337                                    | 281 345                                    |
| 94                                         | Leszno                                     | Kalisz                                     | gostyński, kościański, leszczyński, rawicki; Leszno                                                     | 263 297                                    | 264 359                                    | 259 675                                    | 253 398                                    |
| 95                                         | Ostrów Wielkopolski                        | Kalisz                                     | kępiński, krotoszyński, ostrowski, ostrzeszowski                                                        | 277 992                                    | 278 945                                    | 273 972                                    | 263 808                                    |
| 96                                         | Kalisz                                     | Kalisz                                     | jarociński, kaliski, pleszewski; Kalisz                                                                 | 256 181                                    | 253 840                                    | 248 880                                    | 237 443                                    |
| 97                                         | Szczecin                                   | Szczecin                                   | policki; Szczecin                                                                                       | 370 147                                    | 364 385                                    | 352 634                                    | 347 119                                    |
| 98                                         | Stargard                                   | Szczecin                                   | goleniowski, gryficki, gryfiński, kamieński, łobeski, myśliborski, pyrzycki, stargardzki; Świnoujście   | 467 096                                    | 462 492                                    | 444 089                                    | 424 690                                    |
| 99                                         | Kołobrzeg                                  | Koszalin                                   | białogardzki, choszczeński, drawski, kołobrzeski, świdwiński, wałecki                                   | 274 488                                    | 270 514                                    | 258 025                                    | 248 444                                    |
| 100                                        | Koszalin                                   | Koszalin                                   | koszaliński, sławieński, szczecinecki; Koszalin                                                         | 246 956                                    | 244 889                                    | 234 720                                    | 226 830                                    |

## Wybory na podstawie poprzednich ordynacji

### 1922–1935
Pierwszym aktem prawnym dotyczącym wyborów do Senatu RP była ustawa z dnia 28 lipca 1922 r. – Ordynacja wyborcza do Senatu, według której ustalono skład izby wyższej parlamentu w latach: 1922, 1928 i 1930. Jej zapisy nawiązywały do uchwalonej tego samego dnia ordynacji wyborczej do Sejmu. Czynne prawo wyborcze przysługiwało obywatelom powyżej 30. roku życia mającym prawa wyborcze do Sejmu, bierne – osobom powyżej 40. roku życia. 93 senatorów wybierano z list okręgowych, 18 z list państwowych.
Okręgami wyborczymi były poszczególne województwa, w których obsadzano następującą liczbę mandatów:
- kieleckie, lwowskie – 9;
- łódzkie – 8;
- krakowskie, lubelskie, poznańskie, warszawskie – 7;
- tarnopolskie, wołyńskie – 5;
- m. st. Warszawa, białostockie, stanisławowskie, śląskie, wileńskie – 4;
- poleskie, pomorskie, nowogródzkie – 3.

Wyborcy oddawali jeden głos na listę zamkniętą (bez wyboru konkretnego kandydata). Mandaty rozdzielano systemem proporcjonalnym przy pomocy metody D’Hondta – między listy okręgowe na podstawie liczby głosów otrzymanych w danym okręgu, zaś między listy państwowe na podstawie liczby mandatów zdobytych z list okręgowych.

### 1935–1938
Ustawa z dnia 8 lipca 1935 r. – Ordynacja wyborcza do Senatu, uchwalona na podstawie konstytucji kwietniowej, zniosła zasadę powszechności wyborów do tej izby. Trzecia część Senatu – 32 osoby – była powoływana bezpośrednio przez Prezydenta RP, pozostała – 64 senatorów – wyłaniana była w wyniku wyborów pośrednich dokonywanych przez wojewódzkie kolegia wyborcze. Według tych zasad wybrano senatorów w 1935 i 1938.
Delegatów do wojewódzkich kolegiów wyborczych wybierali obywatele z tytułu zasługi, wykształcenia lub zaufania (m.in. odznaczeni orderami państwowymi; absolwenci wybranych typów szkół; posiadający stopień oficerski; członkowie samorządów terytorialnych; osoby zajmujące wybrane stanowiska w samorządach oraz organizacjach gospodarczych i zawodowych) powyżej 30. roku życia posiadający prawa wyborcze do Sejmu. Bierne prawo wyborcze przysługiwało obywatelom powyżej 40. roku życia posiadającym prawa wyborcze do Sejmu. Delegatów wybierano na zasadzie większości bezwzględnej (w ewentualnej III turze głosowania wystarczyła większość względna). Następnie tak wybrani członkowie wojewódzkich kolegiów wyborczych dokonywali wyboru senatorów spośród ustalonej przez komisję główną kolegium listy kandydatów.
Każdy z delegatów mógł oddać tyle głosów, ilu senatorów było wybieranych przez dane kolegium. W poszczególnych województwach obsadzano następującą liczbę mandatów:
- m. st. Warszawa, kieleckie, lwowskie – 6;
- łódzkie, warszawskie – 5;
- krakowskie, lubelskie, poznańskie, wołyńskie – 4;
- białostockie, śląskie, tarnopolskie, wileńskie – 3;
- nowogródzkie, poleskie, pomorskie, stanisławowskie – 2.

Senatorami zostawali kandydaci, którzy otrzymali głosy stosownej większości delegatów.

### 1989–2001
Wybory do nowo powołanego Senatu PRL w 1989 przeprowadzono na podstawie ordynacji wyborczej z 7 kwietnia 1989, zaś wybory do Senatu RP w latach: 1991, 1993 i 1997 – na podstawie ordynacji z 10 maja 1991. Czynne prawo wyborcze przysługiwało obywatelom powyżej 18. roku życia, bierne – powyżej 21. roku życia.
Okręgami wyborczymi były obszary poszczególnych województw, w których wybierano po 2 senatorów, a w katowickim i warszawskim – po 3.
Według ordynacji z 1989 uznawano, że wyborca oddaje głos na tych kandydatów, których nazwiska nie zostały skreślone na karcie do głosowania (nie więcej niż liczba obsadzanych w okręgu mandatów). Wybrani zostali kandydaci z kolejno największą liczbą oddanych głosów, przy czym każdy z nich musiał otrzymać więcej niż połowę głosów ważnych. Od 1991 mandaty obsadzano na zasadzie większości względnej, przy czym każdy głosujący miał prawo wyboru tylu kandydatów, ile miejsc obsadzano w tym okręgu (można było również wybrać mniejszą liczbę kandydatów).

### 2001–2011
Wybory do Senatu RP w latach: 2001, 2005 i 2007 przeprowadzono na podstawie ordynacji wyborczej z 12 kwietnia 2001. Głównymi różnicami między obecnymi a zniesionymi przepisami były: wielkość i kształt okręgów wyborczych oraz liczba mandatów w nich obsadzanych. Podobnie jak obecnie czynne prawo wyborcze posiadali obywatele powyżej 18. roku życia, zaś bierne powyżej 30. roku życia.
Według ustawy w poszczególnych okręgach wybierano od 2 do 4 senatorów, przy czym pokrywały się one z okręgami wyborczymi do Sejmu (z wyjątkiem okręgu nr 12, obejmującego obszar okręgów nr 12 i 13 do izby niższej). Mandaty obsadzano na zasadzie większości względnej, przy czym każdy głosujący miał prawo wyboru tylu kandydatów, ile miejsc obsadzano w tym okręgu (można było również wybrać mniejszą liczbę kandydatów).

#### Wykaz okręgów 2001–2011

Okręgi wyborcze do Senatu RP w latach 2001–2011

Według danych Państwowej Komisji Wyborczej z 19 października 2007 (21 października tego roku odbyły się ostatnie wybory do Senatu na podstawie poprzedniej ordynacji) najwięcej mieszkańców – 1 753 921 – zamieszkiwało obszar okręgu wyborczego nr 12 z siedzibą w Krakowie. Najmniej mieszkańców – 603 700 – zamieszkiwało teren okręgu nr 27(Częstochowa). Najwięcej osób przypadało na mandat w okręgu nr 40 (Szczecin) – 517 094, zaś najmniej w okręgu nr 27 (Częstochowa) – 301 850.
W poszczególnych województwach wybierano następującą liczbę senatorów:
- mazowieckie, śląskie – 13;
- wielkopolskie – 9;
- dolnośląskie, małopolskie – 8;
- łódzkie – 7;
- lubelskie, pomorskie – 6;
- kujawsko-pomorskie, podkarpackie – 5;
- warmińsko-mazurskie, zachodniopomorskie – 4;
- lubuskie, opolskie, podlaskie, świętokrzyskie – 3.

Uwagi:
M – liczba mandatów obsadzanych w okręgu.
LM – liczba ludności w okręgu według danych z 19 października 2007.
LM:M – liczba ludności przypadająca na mandat w okręgu według danych z 19 października 2007.
| Okręgi do Senatu Rzeczypospolitej Polskiej 2001–2011 | Okręgi do Senatu Rzeczypospolitej Polskiej 2001–2011 | Okręgi do Senatu Rzeczypospolitej Polskiej 2001–2011 | Okręgi do Senatu Rzeczypospolitej Polskiej 2001–2011 | Okręgi do Senatu Rzeczypospolitej Polskiej 2001–2011 | Okręgi do Senatu Rzeczypospolitej Polskiej 2001–2011 |
| Nr                                                   | Siedziba OKW                                         | Powiaty | M                                                    | LM                                                   | LM:M                                                 |
| ---------------------------------------------------- | ---------------------------------------------------- | --- | ---------------------------------------------------- | ---------------------------------------------------- | ---------------------------------------------------- |
| 1                                                    | Legnica                                              | Jelenia Góra, Legnica; bolesławiecki, głogowski, jaworski, karkonoski, kamiennogórski, legnicki, lubański, lubiński, lwówecki, polkowicki, zgorzelecki, złotoryjski      | 3                                                    | 998 551                                              | 332 850                                              |
| 2                                                    | Wałbrzych                                            | Wałbrzych (do 2002); dzierżoniowski, kłodzki, świdnicki, wałbrzyski, ząbkowicki                                                                                          | 2                                                    | 690 937                                              | 345 469                                              |
| 3                                                    | Wrocław                                              | Wrocław; górowski, milicki, oleśnicki, oławski, strzeliński, średzki, trzebnicki, wołowski, wrocławski                                                                   | 3                                                    | 1 167 705                                            | 389 235                                              |
| 4                                                    | Bydgoszcz                                            | Bydgoszcz; bydgoski, inowrocławski, mogileński, nakielski, sępoleński, świecki, tucholski, żniński                                                                       | 2                                                    | 1 007 938                                            | 503 969                                              |
| 5                                                    | Toruń                                                | Grudziądz, Toruń, Włocławek; aleksandrowski, brodnicki, chełmiński, golubsko-dobrzyński, grudziądzki, lipnowski, radziejowski, rypiński, toruński, wąbrzeski, włocławski | 3                                                    | 1 050 788                                            | 350 263                                              |
| 6                                                    | Lublin                                               | Lublin; janowski, kraśnicki, lubartowski, lubelski, łęczyński, łukowski, opolski, puławski, rycki, świdnicki                                                             | 3                                                    | 1 205 108                                            | 401 703                                              |
| 7                                                    | Chełm                                                | Biała Podlaska, Chełm, Zamość; bialski, biłgorajski, chełmski, hrubieszowski, krasnostawski, parczewski, radzyński, tomaszowski, włodawski, zamojski                     | 3                                                    | 979 176                                              | 326 392                                              |
| 8                                                    | Zielona Góra                                         | całe województwo lubuskie | 3                                                    | 1 005 845                                            | 335 282                                              |
| 9                                                    | Łódź                                                 | Łódź; brzeziński, łódzki wschodni | 2                                                    | 815 659                                              | 407 830                                              |
| 10                                                   | Piotrków Trybunalski                                 | Piotrków Trybunalski, Skierniewice; bełchatowski, opoczyński, piotrkowski, radomszczański, rawski, skierniewicki, tomaszowski                                            | 2                                                    | 742 945                                              | 371 473                                              |
| 11                                                   | Sieradz                                              | kutnowski, łaski, łęczycki, łowicki, pabianicki, pajęczański, poddębicki, sieradzki, wieluński, wieruszowski, zduńskowolski, zgierski                                    | 3                                                    | 981 447                                              | 327 149                                              |
| 12                                                   | Kraków                                               | Kraków; chrzanowski, krakowski, miechowski, olkuski, myślenicki, oświęcimski, suski, wadowicki                                                                           | 4                                                    | 1 753 921                                            | 438 480                                              |
| 13                                                   | Nowy Sącz                                            | Nowy Sącz; gorlicki, limanowski, nowosądecki, nowotarski, tatrzański | 2                                                    | 773 917                                              | 386 959                                              |
| 14                                                   | Tarnów                                               | Tarnów; bocheński, brzeski, dąbrowski, proszowicki, tarnowski, wielicki                                                                                                  | 2                                                    | 712 258                                              | 356 129                                              |
| 15                                                   | Płock                                                | Płock; ciechanowski, gostyniński, mławski, płocki, płoński, przasnyski, sierpecki, sochaczewski, żuromiński, żyrardowski                                                 | 2                                                    | 848 379                                              | 424 190                                              |
| 16                                                   | Radom                                                | Radom; białobrzeski, grójecki, kozienicki, lipski, przysuski, radomski, szydłowiecki, zwoleński                                                                          | 2                                                    | 729 984                                              | 364 992                                              |
| 17                                                   | Siedlce                                              | Ostrołęka, Siedlce; garwoliński, łosicki, makowski, miński, ostrołęcki, ostrowski, pułtuski, siedlecki, sokołowski, węgrowski, wyszkowski                                | 3                                                    | 960 237                                              | 320 079                                              |
| 18                                                   | Warszawa (I)                                         | Warszawa | 4                                                    | 1 589 199                                            | 397 300                                              |
| 19                                                   | Warszawa (II)                                        | grodziski, legionowski, nowodworski, otwocki, piaseczyński, pruszkowski, warszawski zachodni, wołomiński                                                                 | 2                                                    | 939 108                                              | 469 554                                              |
| 20                                                   | Opole                                                | całe województwo opolskie | 3                                                    | 1 018 156                                            | 339 385                                              |
| 21                                                   | Krosno                                               | Krosno, Przemyśl; bieszczadzki, brzozowski, jarosławski, jasielski, krośnieński, leski, lubaczowski, przemyski, przeworski, sanocki                                      | 2                                                    | 892 059                                              | 446 930                                              |
| 22                                                   | Rzeszów                                              | Rzeszów, Tarnobrzeg; dębicki, kolbuszowski, leżajski, łańcucki, mielecki, niżański, ropczycko-sędziszowski, rzeszowski, stalowowolski, strzyżowski, tarnobrzeski         | 3                                                    | 1 227 916                                            | 409 305                                              |
| 23                                                   | Białystok                                            | całe województwo podlaskie | 3                                                    | 1 199 142                                            | 399 714                                              |
| 24                                                   | Gdańsk                                               | Gdańsk, Sopot; gdański, kwidzyński, malborski, nowodworski, starogardzki, tczewski, sztumski                                                                             | 3                                                    | 1 019 862                                            | 339 954                                              |
| 25                                                   | Gdynia                                               | Gdynia, Słupsk; bytowski, chojnicki, człuchowski, kartuski, kościerski, lęborski, pucki, słupski, wejherowski                                                            | 3                                                    | 1 163 646                                            | 387 882                                              |
| 26                                                   | Bielsko-Biała                                        | Bielsko-Biała; bielski, cieszyński, pszczyński, żywiecki | 2                                                    | 750 697                                              | 375 349                                              |
| 27                                                   | Częstochowa                                          | Częstochowa; częstochowski, kłobucki, lubliniecki, myszkowski | 2                                                    | 603 700                                              | 301 850                                              |
| 28                                                   | Gliwice                                              | Bytom, Gliwice, Zabrze; gliwicki, tarnogórski | 2                                                    | 799 197                                              | 399 599                                              |
| 29                                                   | Rybnik                                               | Jastrzębie-Zdrój, Rybnik, Żory; mikołowski, raciborski, rybnicki, wodzisławski                                                                                           | 2                                                    | 723 491                                              | 361 746                                              |
| 30                                                   | Katowice                                             | Chorzów, Katowice, Mysłowice, Piekary Śląskie, Ruda Śląska, Siemianowice Śląskie, Świętochłowice, Tychy; bieruńsko-lędziński                                             | 3                                                    | 1 002 676                                            | 334 225                                              |
| 31                                                   | Sosnowiec                                            | Dąbrowa Górnicza, Jaworzno, Sosnowiec; będziński, zawierciański | 2                                                    | 714 327                                              | 357 164                                              |
| 32                                                   | Kielce                                               | całe województwo świętokrzyskie | 3                                                    | 1 302 010                                            | 434 003                                              |
| 33                                                   | Elbląg                                               | Elbląg; bartoszycki, braniewski, działdowski, elbląski, iławski, lidzbarski, nowomiejski, ostródzki                                                                      | 2                                                    | 646 475                                              | 323 238                                              |
| 34                                                   | Olsztyn                                              | Olsztyn; ełcki, giżycki, gołdapski, kętrzyński, mrągowski, nidzicki, olecki, olsztyński, piski, szczycieński, węgorzewski                                                | 2                                                    | 798 200                                              | 399 100                                              |
| 35                                                   | Kalisz                                               | Kalisz, Leszno; gostyński, jarociński, kaliski, kępiński, kościański, krotoszyński, leszczyński, ostrowski, ostrzeszowski, pleszewski, rawicki                           | 3                                                    | 997 772                                              | 332 591                                              |
| 36                                                   | Konin                                                | Konin; gnieźnieński, kolski, koniński, słupecki, średzki, śremski, turecki, wrzesiński                                                                                   | 2                                                    | 771 777                                              | 385 889                                              |
| 37                                                   | Piła                                                 | chodzieski, czarnkowsko-trzcianecki, grodziski, międzychodzki, nowotomyski, obornicki, pilski, szamotulski, wągrowiecki, wolsztyński, złotowski                          | 2                                                    | 767 560                                              | 383 780                                              |
| 38                                                   | Poznań                                               | Poznań; poznański | 2                                                    | 823 067                                              | 411 534                                              |
| 39                                                   | Koszalin                                             | Koszalin; białogardzki, choszczeński, drawski, kołobrzeski, koszaliński, sławieński, szczecinecki, świdwiński, wałecki                                                   | 2                                                    | 647 679                                              | 323 840                                              |
| 40                                                   | Szczecin                                             | Szczecin, Świnoujście; goleniowski, gryficki, gryfiński, kamieński, łobeski, myśliborski, policki, pyrzycki, stargardzki                                                 | 2                                                    | 1 034 188                                            | 517 094                                              |